# Nuoto ai Giochi della XXIX Olimpiade - 200 metri misti femminili

## Record
Prima di questa competizione, il record del mondo (WR) e il record olimpico (OR) erano i seguenti.
|  | 2'08"92 | Stephanie Rice Australia | 25 marzo 2008 Sydney, Australia     |
|  | 2'10"68 | Yana Klochkova Ucraina   | 19 settembre 2000 Sydney, Australia |

Durante l'evento sono stati migliorati i seguenti record:
| Data      | Evento        | Atleta          | Nazione   | Tempo   | Record |
| --------- | ------------- | --------------- | --------- | ------- | ------ |
| 12 agosto | 1° semifinale | Kirsty Coventry | Zimbabwe  | 2'09"53 |        |
| 13 agosto | Finale        | Stephanie Rice  | Australia | 2'08"45 |        |

## Batterie
Si sono svolte 5 batterie di qualificazione. Le prime 16 atlete si sono qualificate per le semifinali.
| #  | Batteria | Corsia | Atleta                | Nazionalità   | Tempo   | Note |
| -- | -------- | ------ | --------------------- | ------------- | ------- | ---- |
| 1  | 4        | 3      | Alicia Coutts         | Australia     | 2:11.55 | Q    |
| 2  | 4        | 4      | Katie Hoff            | Stati Uniti   | 2:11.58 | Q    |
| 3  | 3        | 4      | Natalie Coughlin      | Stati Uniti   | 2:11.63 | Q    |
| 4  | 5        | 3      | Hannah Miley          | Regno Unito   | 2:11.72 | Q    |
| 5  | 3        | 6      | Julie Hjorth-Hansen   | Danimarca     | 2:11.99 | Q    |
| 6  | 5        | 4      | Stephanie Rice        | Australia     | 2:12.07 | Q    |
| 7  | 4        | 5      | Camille Muffat        | Francia       | 2:12.16 | Q    |
| 8  | 5        | 5      | Kirsty Coventry       | Zimbabwe      | 2:12.18 | Q    |
| 9  | 3        | 2      | Asami Kitagawa        | Giappone      | 2:12.47 | Q    |
| 9  | 5        | 6      | Katarzyna Baranowska  | Polonia       | 2:12.47 | Q    |
| 11 | 5        | 2      | Evelyn Verrasztó      | Ungheria      | 2:12.52 | Q    |
| 12 | 3        | 1      | Jiaxing Li            | Cina          | 2:12.53 | Q    |
| 13 | 3        | 7      | Julia Wilkinson       | Canada        | 2:12.56 | Q    |
| 14 | 3        | 5      | Mireia Belmonte       | Spagna        | 2:12.75 | Q    |
| 15 | 3        | 3      | Keri-Anne Payne       | Regno Unito   | 2:12.78 | Q    |
| 16 | 4        | 1      | Svetlana Karpeeva     | Russia        | 2:12.94 | Q    |
| 17 | 4        | 8      | Katinka Hosszú        | Ungheria      | 2:13.05 |      |
| 18 | 5        | 7      | Helen Norfolk         | Nuova Zelanda | 2:14.11 |      |
| 19 | 4        | 6      | Hui Qi                | Cina          | 2:14.25 |      |
| 20 | 4        | 2      | Cylia Vabre           | Francia       | 2:14.34 |      |
| 21 | 2        | 7      | Joanna Maranhão       | Brasile       | 2:14.97 |      |
| 22 | 2        | 1      | Sara Nordenstam       | Norvegia      | 2:15.13 |      |
| 23 | 2        | 2      | Hyera Choi            | Corea del Sud | 2:15.26 |      |
| 24 | 2        | 3      | Anja Klinar           | Slovenia      | 2:15.39 |      |
| 25 | 2        | 5      | Jessica Pengelly      | Sudafrica     | 2:15.80 |      |
| 26 | 3        | 8      | María Peláez          | Spagna        | 2:15.97 |      |
| 27 | 2        | 6      | Femke Heemskerk       | Paesi Bassi   | 2:16.28 |      |
| 28 | 2        | 8      | Yi Ting Siow          | Malaysia      | 2:17.11 |      |
| 29 | 4        | 7      | Katharina Schiller    | Germania      | 2:18.00 |      |
| 30 | 1        | 6      | Hanna Dzerkal'        | Ucraina       | 2:18.25 |      |
| 31 | 1        | 2      | Erika Stewardt        | Colombia      | 2:18.54 |      |
| 32 | 1        | 3      | Hiu Wai Sherry Tsai   | Hong Kong     | 2:18.91 |      |
| 33 | 5        | 8      | Sonja Schober         | Germania      | 2:20.18 |      |
| 34 | 1        | 4      | Erla Dogg             | Islanda       | 2:20.53 |      |
| 35 | 1        | 7      | Man-Hsu Lin           | Taipei cinese | 2:23.29 |      |
| 36 | 2        | 4      | Georgina Bardach      | Argentina     | 2:25.74 |      |
| 37 | 1        | 1      | Fibriani Ratna Marita | Indonesia     | 2:28.18 |      |
| -  | 1        | 5      | Maroua Mathlouthi     | Tunisia       | NP      |      |

### Semifinali
| #  | Batteria | Corsia | Atleta               | Nazionalità | Tempo   | Note  |
| -- | -------- | ------ | -------------------- | ----------- | ------- | ----- |
| 1  | 1        | 6      | Kirsty Coventry      | Zimbabwe    | 2:09.53 | Q, OR |
| 2  | 1        | 3      | Stephanie Rice       | Australia   | 2:10.58 | Q     |
| 3  | 1        | 4      | Katie Hoff           | Stati Uniti | 2:10.90 | Q     |
| 4  | 2        | 5      | Natalie Coughlin     | Stati Uniti | 2:11.84 | Q     |
| 5  | 2        | 1      | Julia Wilkinson      | Canada      | 2:12.03 | Q     |
| 5  | 2        | 4      | Alicia Coutts        | Australia   | 2:12.03 | Q     |
| 7  | 1        | 2      | Katarzyna Baranowska | Polonia     | 2:12.13 | Q     |
| 8  | 2        | 2      | Asami Kitagawa       | Giappone    | 2:12.18 | Q     |
| 8  | 2        | 7      | Evelyn Verrasztó     | Ungheria    | 2:12.18 |       |
| 10 | 2        | 3      | Julie Hjorth-Hansen  | Danimarca   | 2:12.26 |       |
| 11 | 1        | 5      | Hannah Miley         | Regno Unito | 2:12.35 |       |
| 12 | 2        | 6      | Camille Muffat       | Francia     | 2:12.36 |       |
| 13 | 1        | 8      | Svetlana Karpeeva    | Russia      | 2:13.26 |       |
| 14 | 1        | 1      | Mireia Belmonte      | Spagna      | 2:13.45 |       |
| 15 | 1        | 7      | Jiaxing Li           | Cina        | 2:13.47 |       |
| 16 | 2        | 8      | Keri-Anne Payne      | Regno Unito | 2:14.14 |       |

## Finale
| Posizione | Atleta               | Paese       | Tempo   | Note |
| --------- | -------------------- | ----------- | ------- | ---- |
|           | Stephanie Rice       | Australia   | 2:08.45 | WR   |
|           | Kirsty Coventry      | Zimbabwe    | 2:08.59 |      |
|           | Natalie Coughlin     | Stati Uniti | 2:10.34 |      |
| 4         | Katie Hoff           | Stati Uniti | 2:10.68 |      |
| 5         | Alicia Coutts        | Australia   | 2:11.43 |      |
| 6         | Asami Kitagawa       | Giappone    | 2:11.56 |      |
| 7         | Julia Wilkinson      | Canada      | 2:12:43 |      |
| 8         | Katarzyna Baranowska | Polonia     | 2:13.36 |      |